# Темірський район
Темі́рський район (каз. Темір ауданы, рос. Темирский район) — адміністративна одиниця у складі Актюбінської області Казахстану. Адміністративний центр — селище Шубаркудук.

## Населення
Населення — 35547 осіб (2021; 34250 у 2009, 35800 у 1999, 37758 у 1989).
Національний склад (станом на 2016 рік):
- казахи — 35989 осіб (95,65 %)
- росіяни — 994 особи
- татари — 305 осіб
- українці — 104 особи
- чеченці — 69 осіб
- узбеки — 52 особи
- німці — 17 осіб
- молдовани — 8 осіб
- корейці — 6 осіб
- башкири — 3 особи
- мордва — 3 особи
- марійці — 3 особи
- азербайджанці — 2 особи
- болгари — 2 особи
- вірмени — 1 особа
- чуваші — 1 особа
- інші — 68 осіб

## Історія
1921 року був утворений Темірський район у складі Актюбінської губернії з центром у місті Темір, 5 липня 1922 року він був перетворений у Темірський повіт. Вдруге Темірський район утворено 1928 року у складі Актюбінської області. 1930 року район перейшов у пряме підпорядкування Казахської РСР. 1932 року район повернутий до складу Актюбінської області. 1935 року було виділено окремий Джурунський район з центром у селі Джурун, який ліквідовується 1962 року і повертається до складу Темірського. 1965 року на теренах колишнього Джурунського району виділяється Мугоджарський район з центром у місті Емба. 1966 року Темірський район перейменовано в Кандагацький район, центр перенесено до смт Кандагач. 1967 року район був перейменований в Октябрський район, смт Кандагач стало містом Октябрськ. 1972 року зі складу Октябрського району виділено окремий Темірський район з центром у смт Шубаркудук. 2021 року село Кенжали було передане до складу сусіднього Байганінського району.

## Склад
До складу району входять міська адміністрація та 9 сільських округів:
| Поселення                       | Площа, км² | Населення, осіб (1989) | Населення, осіб (1999) | Населення, осіб (2009) | Населення, осіб (2021) | Центр      | Населені пункти |
| ------------------------------- | ---------- | ---------------------- | ---------------------- | ---------------------- | ---------------------- | ---------- | --------------- |
| Темірська міська адміністрація  | 1841,94    | 4120                   | 2759                   | 2985                   | 2459                   | Темір      | 2               |
| Аксайський сільський округ      | 1579,58    | 3335                   | 2715                   | 1940                   | 1168                   | Аксай      | 4               |
| Алтикарасуський сільський округ | 1894,79    | 2681                   | 2270                   | 1584                   | 1148                   | Алтикарасу | 3               |
| Жаксимайський сільський округ   | 493,44     | -                      | 1893                   | 1984                   | 1927                   | Шубаркудик | 2               |
| Кайиндинський сільський округ   | 844,67     | 2345                   | 1993                   | 1284                   | 789                    | Кумкудик   | 3               |
| Кенестуський сільський округ    | 1536,31    | 1549                   | 1658                   | 1544                   | 1671                   | Копа       | 3               |
| Кенкіяцький сільський округ     | 439,32     | 711                    | 5114                   | 5165                   | 6068                   | Кенкіяк    | 2               |
| Саркольський сільський округ    | 1557,91    | 9306                   | 5463                   | 5571                   | 5516                   | Шубарші    | 3               |
| Таскопинський сільський округ   | 1077,46    | 1494                   | 1213                   | 994                    | 676                    | Таскопа    | 1               |
| Шубаркудуцький сільський округ  | 246,40     | 12217                  | 10722                  | 11199                  | 14125                  | Шубаркудук | 1               |

## Найбільші населені пункти
Населені пункти з чисельністю населення понад 1000 осіб:
| № | Населений пункт | Населення, осіб (1989) | Населення, осіб (1999) | Населення, осіб (2009) | Населення, осіб (2021) |
| - | --------------- | ---------------------- | ---------------------- | ---------------------- | ---------------------- |
| 1 | Шубаркудук      | 12 217                 | 10 722                 | 11 199                 | 14 125                 |
| 2 | Кенкіяк         | -                      | 4 777                  | 4 954                  | 6 015                  |
| 3 | Шубарші         | 7 714                  | 3 590                  | 3 736                  | 3 691                  |
| 4 | Темір           | 3 503                  | 2 310                  | 2 678                  | 2 202                  |
| 5 | Шубаркудик      | -                      | 1 703                  | 1 813                  | 1 703                  |
| 6 | Копа            | 1 102                  | 1 021                  | 1 063                  | 1 225                  |